# Krzepice
Pour les articles homonymes, voir Krzepice (homonymie).
Krzepice est une ville de Pologne, située dans le sud du pays, dans la voïvodie de Silésie. Elle est le chef-lieu de la gmina de Krzepice, dans le powiat de Kłobuck.